# 関正子
関 正子（せき まさこ、1941年または1942年 - 2019年9月18日、現姓は「両澤」）は、日本の元卓球選手。現役時代は日本代表として世界卓球選手権で金メダル4個を含む計8個のメダルを獲得し、日本卓球界の黄金期を代表する選手として活躍した。国際卓球連盟世界ランキング最高位は3位。段級位は9段。

## 経歴
安部学院高在学時の1958年度、全国高等学校卓球選手権大会シングルスで優勝。
1959年度、国民体育大会卓球競技では高校の部で東京都代表として優勝。
中央大学在学時の1960年度、全日本学生卓球選手権大会ではシングルス、小川節子と出場した女子ダブルスでともに優勝。
1961年度、北京 (中国) で行われた世界卓球選手権ではシングルスで16強、岡田と組んだ女子ダブルスでも16強。星野展弥と組んだ混合ダブルスでは準決勝で荻村伊智朗 / 松崎キミ代組 (日本) に1-3で敗れ、銅メダル。団体で金メダル。世界ランキング23位タイ。学生選手権は小川と出場した女子ダブルスで2連覇。全日本卓球選手権大会ではシングルス決勝で松崎を3-2で倒し、初優勝。
1962年度、学生選手権はシングルス、山中道子と出場した女子ダブルスでともに優勝。全日本選手権ではシングルス決勝で2-3で松崎に敗れ、準優勝。三木圭一とペアを組んだ混合ダブルスでも準優勝。
1963年度、プラハ (チェコスロバキア) で行われた世界選手権では松崎とのペアで出場した女子ダブルス準決勝で邸鐘恵 / 王健組 (中国) に3-2で勝利。決勝ではディアンヌ・ロー / メアリー・シャノン組（イングランド）を3-1で下し金メダルを獲得。三木と出場した混合ダブルスでは準決勝で荘則棟 / 邸組 (中国) を3-1で下すも決勝で木村興治 / 伊藤和子組　(日本) に0-3で敗れ銀メダル。団体は金メダル。学生選手権はシングルス、山中と出場した女子ダブルスでともに優勝。全日本選手権ではシングルス決勝で伊藤を3-2で倒し、2度目の優勝。
旭精機在籍時の1964年度、ソウル (韓国) で開催されたアジア卓球選手権ではシングルス、深津尚子と出場した女子ダブルス、団体で金メダル。全日本選手権では竹下ナツミとのペアで臨んだ女子ダブルス決勝で磯村淳 / 大城昌子組を2-0で下し初優勝。三木と出場した混合ダブルスでも優勝。同年から翌年にかけての世界ランクは自己最高の3位、日本人1位。
1965年度、リュブリャナ (スロベニア) で行われた世界選手権女子シングルスは2回戦で李莉に敗退。山中教子と出場した女子ダブルスでは決勝で林慧卿 / チェン・ミン組 (中国) に2-3で敗れ、銀メダル。木村と組んだ混合ダブルスでは準決勝で小中健 / 深津組 (日本) を3-1で勝利。決勝でも張燮林 / 林慧卿組 (中国) を3-2で下し、金メダル。団体は銀メダル。
2019年9月18日死去。